# ماکسیمیلیانو لاورا
ماکسیمیلیانو لاورا (انگلیسی: Maximiliano Lovera؛ زادهٔ ۹ مارس ۱۹۹۹) بازیکن فوتبال اهل آرژانتین است.
از باشگاه‌هایی که در آن بازی کرده‌است می‌توان به باشگاه فوتبال روساریو سنترال اشاره کرد.
وی همچنین در تیم ملی فوتبال زیر ۲۰ سال آرژانتین بازی کرده‌است.